# Departement Frankfurt
Das Departement Frankfurt war eine von 1811 bis 1813 bestehende Verwaltungseinheit im Großherzogtum Frankfurt. Es bestand im Wesentlichen aus den ehemaligen Reichsstädten Frankfurt am Main und Wetzlar. Nach dem Ende des Großherzogtums wurde die Freie Stadt Frankfurt zu einem souveränen Mitgliedstaat des Deutschen Bundes, während die Unterpräfektur Wetzlar dem Königreich Preußen zugeschlagen wurde.

## Geschichte
Mit der Bildung des Rheinbundes am 1. August 1806 und der folgenden Auflösung des Heiligen Römischen Reiches wurde die Reichsstadt Frankfurt am Main mediatisiert und mit ihrem gesamten Territorium am 9. September 1806 dem Fürstprimas des Rheinbundes, Karl Theodor von Dalberg, unterstellt. Erweitert um das ehemalige Gräflich Ingelheimsche Amt Ober-Erlenbach sowie die Solms-Rödelheimische Hälfte von Niederursel bildete Frankfurt ein eigenes, nicht mit den anderen Territorien des Fürstentums verbundenes Gebiet.
Da das Fürstentum keine einheitliche Verfassung hatte, blieb die alte reichsstädtische Verfassung zunächst in Kraft, soweit sie nicht durch Dekrete und Bestimmungen des neuen Souveräns geändert wurde. Die Exekutive leitete ein Generalkommissariat unter Leitung von Jakob Guiollett. Zum Stadtschultheiß ernannte Dalberg Friedrich Maximilian von Günderrode. Anstelle des Reichskammergerichtes trat das Ober-Appellationsgericht in Aschaffenburg.
Mit der Gründung des Großherzogtums Frankfurt am 19. Februar 1810 entstand ein bis auf die Grafschaft Wetzlar territorial zusammenhängender Staat, der mit dem Höchsten Organisations-Patent der Verfassung des Großherzogtums Frankfurt eine eigene Verfassung nach französischem Vorbild und mit der Ständeversammlung des Großherzogtums Frankfurt ein eigenes Parlament erhielt. Frankfurt bildete mit Wirkung vom 1. Januar 1811 eines von vier Départements im Großherzogtum. Günderrode übernahm das neugeschaffene Amt des Präfekten.
Nach der Völkerschlacht bei Leipzig löste sich das Großherzogtum auf; am 6. November 1813 übernahm ein Zivilverwaltungsrat unter Leitung des Freiherrn vom Stein die Regierung in Frankfurt. In der Folge des Wiener Kongresses wurde die Souveränität der Freien Stadt Frankfurt wiederhergestellt, während Wetzlar an das Königreich Preußen fiel und der Rheinprovinz zugeschlagen wurde.

## Gliederung
Das Departement Frankfurt gliederte sich in drei Mairien:
1. die Stadt Frankfurt,
2. die Landdistriktsmairie Frankfurt mit den Gemeinden Bornheim, Oberrad, Niederrad, Hausen, Niederursel, Bonames, Niedererlenbach, Dortelweil und Obererlenbach.
3. die Unterpräfektur Wetzlar

Zusammen hatte das Departement nach den Angaben des Staatskalenders 1812 52.576 von 302.002 Einwohnern des Großherzogtums. Davon entfielen 40.485 auf die Stadt Frankfurt, 7813 auf die Landdistriktsmairie Frankfurt und 4248 auf die Unterpräfektur Wetzlar.

## Departementrat
Mitglieder der zwölfköpfigen Departementrat waren:
- Johann Carl Schnerr
- Johann Gottfried Clausius
- Ludwig Jassoy
- Johann Georg Sarasin
- Johann Peter von Leonardi
- Noe Dufay
- Bernhard Brentano
- Johann Georg Grambs
- Johann Heinrich Mühlhens
- Johann Baptist Schweitzer
- Johann Jacob Steitz
- Johann Friedrich Wüstefeld

Der Departementrat trat jährlich zu 14-tägigen Beratungen über den Etat des Departements zusammen.